# Chinon Industries
Chinon Industries (яп. チノン株式会社) — японская компания.

## История

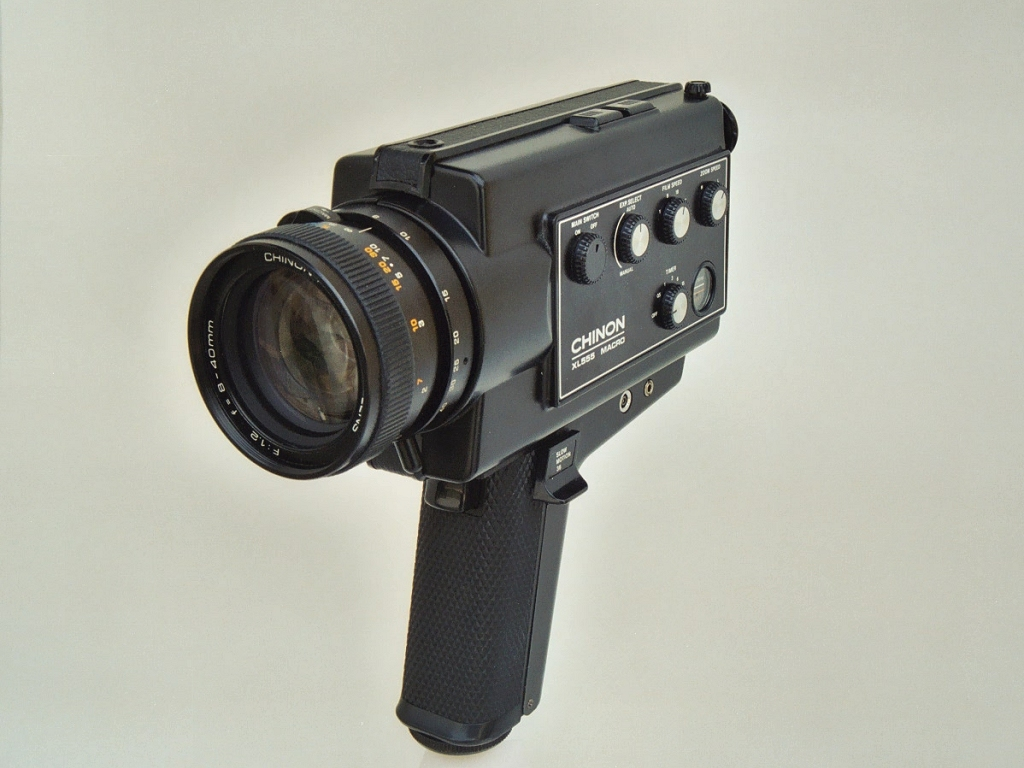
Кинокамера «Chinon XL 555 Macro»

Компания была основана в 1948 году в деревне провинции Нагано. Компания называлась Seisakusho. Компания производила зеркала, корпуса, и другие компоненты для фотоаппаратов Olympus, Ricoh и Mamiya. В 1953 году компания преобразовалась в акционерное общество.
В 1954 году компания открыла офис в Токио. В 1956 году Seisakusho начала производство 8-мм кинокамеры. В 1962 году компания сменила наименование на «Optical Industry Ltd», акции компании начали торговаться на внебиржевом рынке. В этом же году компания начала продажи кинокамеры под названием «Zoom Chinon Industries».
В 1972 году компания начала производство 35 мм однообъективного фотоаппарата Chinon Industries M-1 с резьбовым креплением объектива М42. Компания продолжает поставлять комплектующие для Mamiya.
В 1973 году компания сменила наименование на «Corporation Chinon Industries». Акции компании прошли процедуру листинга на второй секции Токийской Фондовой биржи. Компания стала одним из крупнейших производителей 8 мм кинокамер.
В 1977 году компания начала производство кинопроекторов для 8-мм плёнки. В 1980-е годы продажи кинокамер значительно сократились из-за широкого распространения видеокамер. Компания начала производство офисного оборудования: принтеров, факсов и т. д. В 1982 году началось производство принтеров, в 1983 году — устройств для чтения компьютерных дискет. В 1984 году компания прекратила производство кинопроекторов, в США открылось дочернее предприятие — Chinon America.
В 1985 году компания начала производство 35-мм фотоаппаратов по заказу Kodak. В 1986 году построен завод в префектуре Нагано. В 1988 году компания одной из первых в мире начала производство фотоаппаратов с автофокусом. Chinon производил только корпуса фотоаппаратов, объективы приобретались у других производилей.
В 1989 году открыт второй завод в префектуре Нагано. В 1992 году компания начала перенос производства на Тайвань, прекращено производство кинокамер.

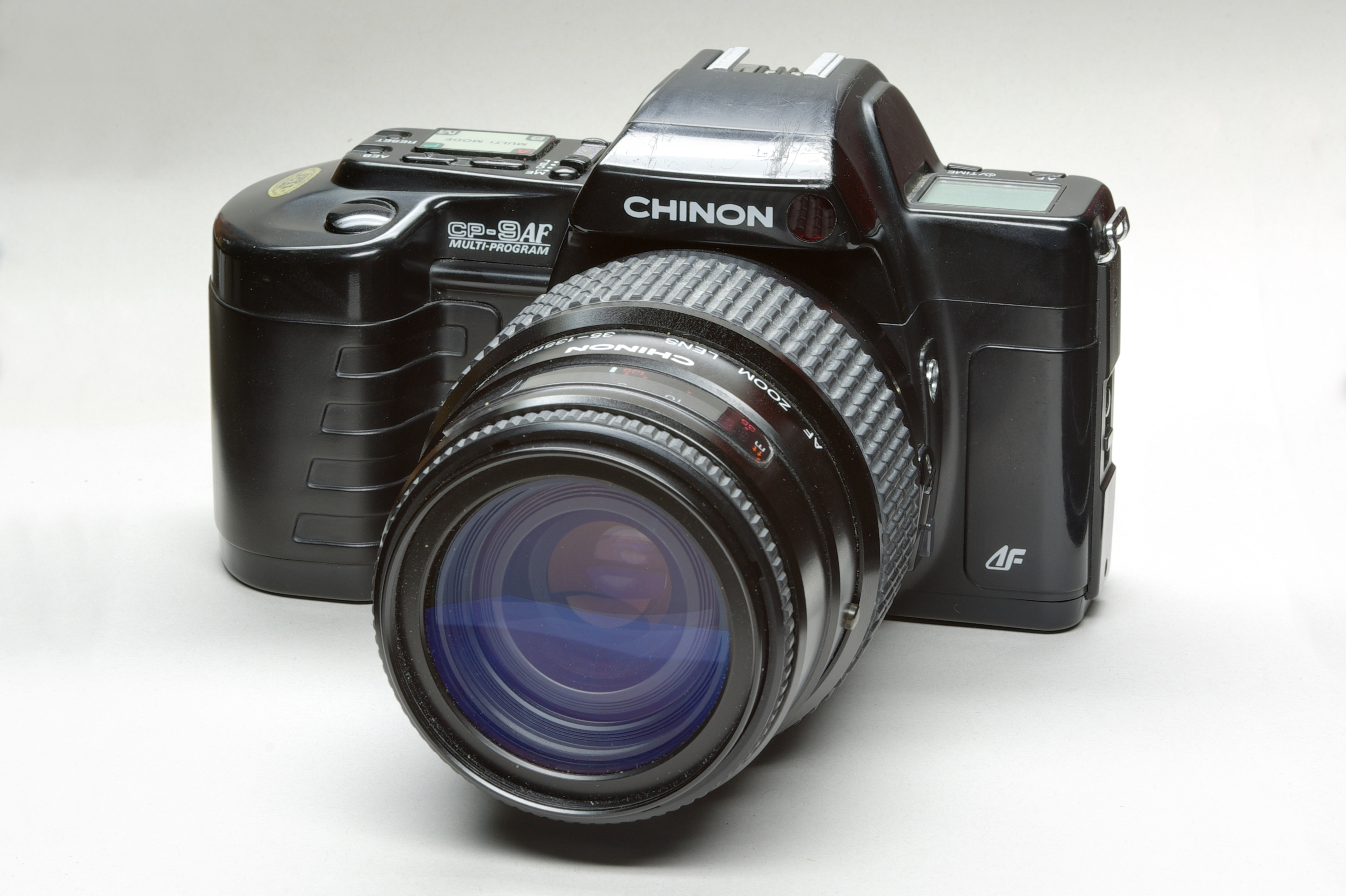
Автофокусный 35-мм фотоаппарат Chinon CP-9 AF.

В 1993 году компания начала выпуск цифровых фотоаппаратов. В 1994 году прекращено производство компьютерных дисководов, закрыт офис в Токио. В 1996 году убытки компании достигли 86 миллиардов иен, акции компании лишены листинга Токийской биржи. В 1997 году контрольный пакет акций Chinon продан компании Kodak. В 2004 году компания была полностью поглощена Kodak Japan. На основе Chinon создан Kodak Digital Product Center, Japan Ltd. В 2006 году Kodak Digital Product Center был продан компании Flextronics International Ltd (Сингапур).